# Walzmühle (Burladingen)
Die Walzmühle ist eine wassergetriebene Mahl- und Sägemühle im oberen Laucherttal in der heutigen Gemeinde Burladingen unweit von Stetten unter Holstein am Ortsrand von Hörschwag auf der Schwäbischen Alb.

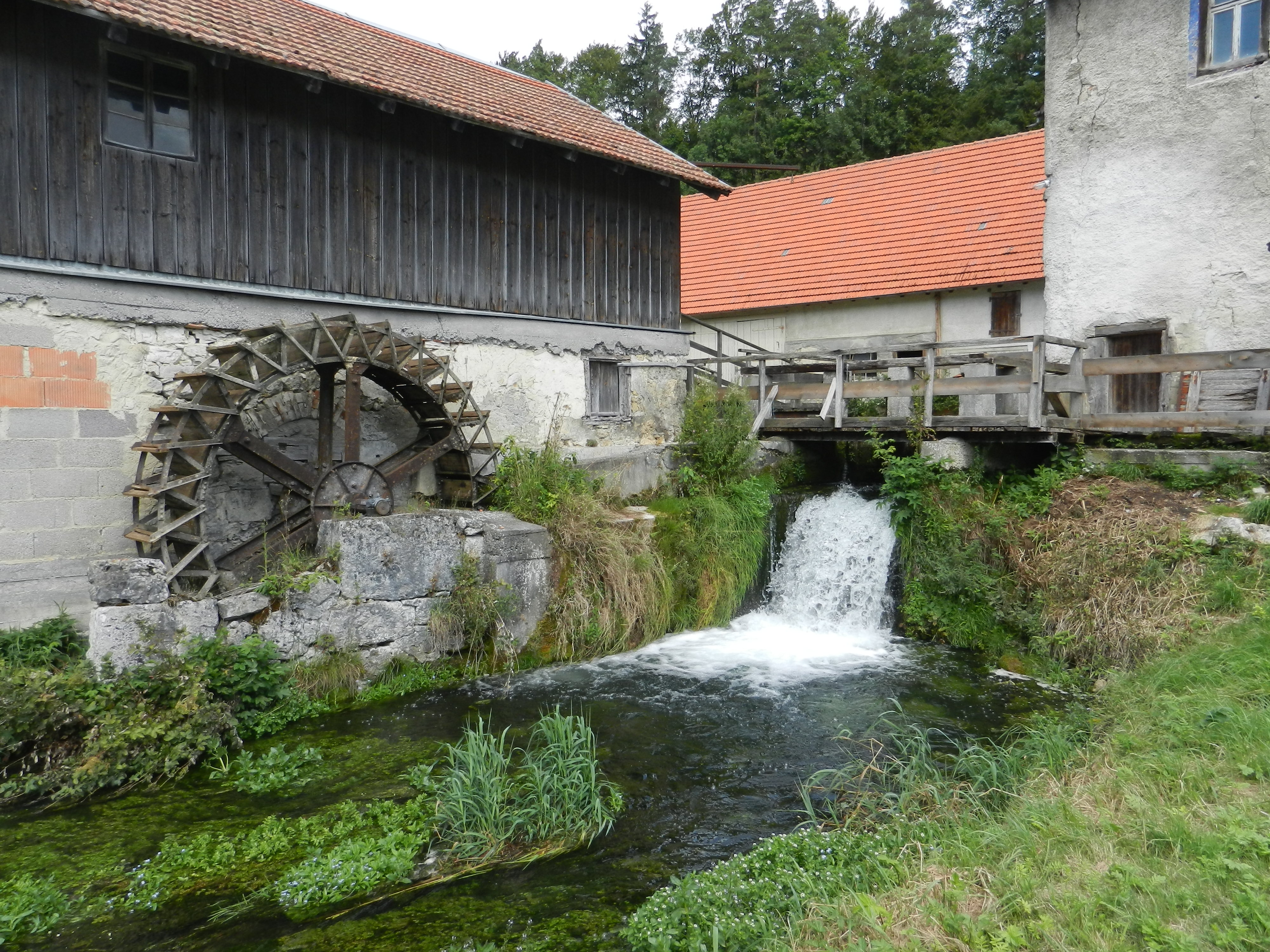
Mühlrad der alten Sägemühle (seit 1925 nicht mehr in Betrieb)

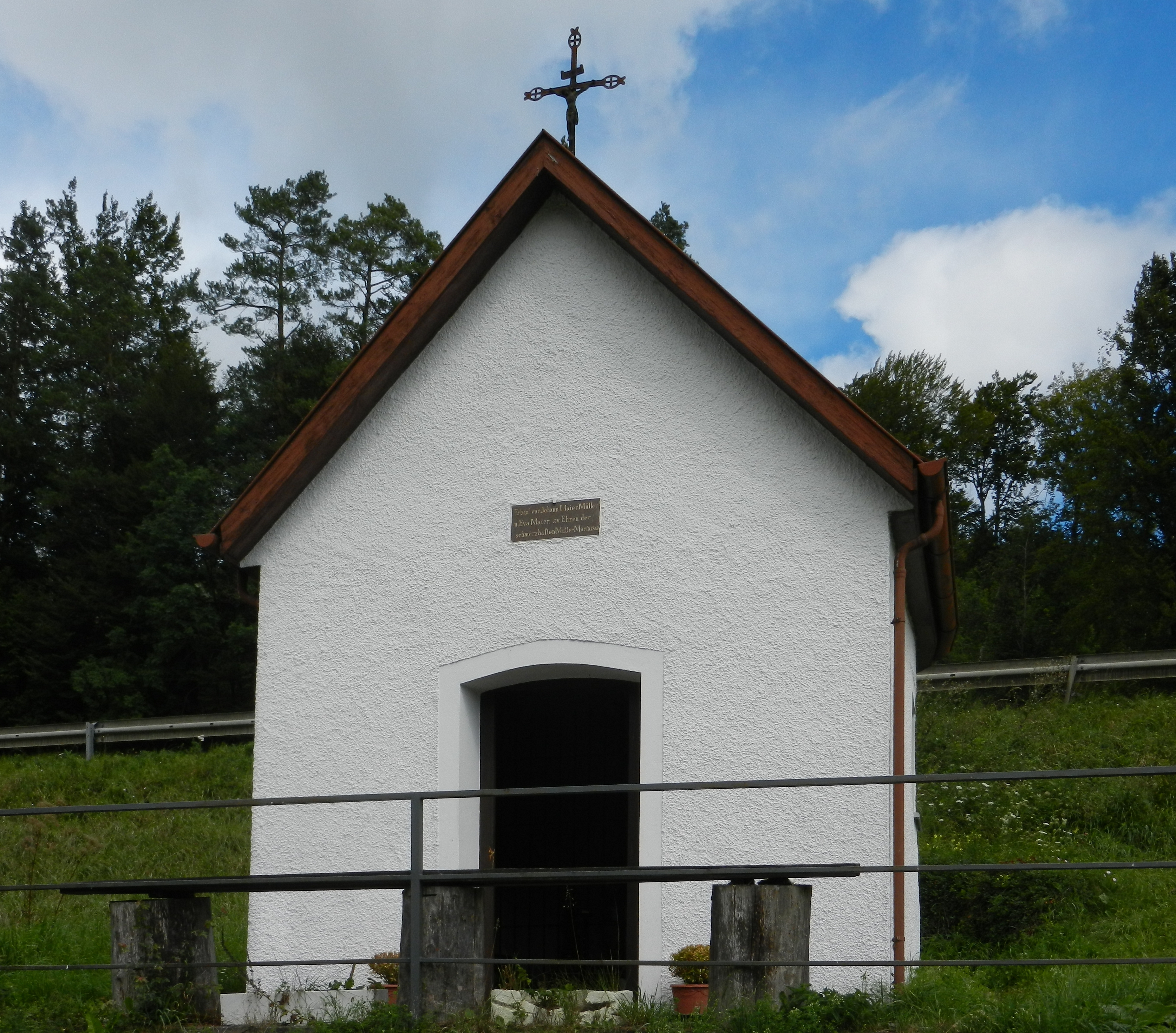
Kapelle

Die erste Erwähnung 1406 der damaligen Mahlmühle, die zur Burg Hölnstein gehörte, erfolgte im Zusammenhang, als Killer das Recht zum Jahreszins aus der Rufen-Mühle verkauft hatte.
Um 1590 erwarb der Meister Locher die damals noch als Bannmühle geführte Walzmühle. Damals mussten aufgrund des Mühlenzwangs alle Bauern aus Stetten und Hörschwag noch bis 1832 dort ihr Mehl mahlen. Erst 1848 wurden die Müller freie Eigentümer, ohne einem Mühlenzwang zu unterliegen.
Friedrich Walz aus Neufra erwarb die Mühle 1883, die dann dessen Sohn Konstantin Walz übernahm und die später von den Schwestern Walz betrieben wurde. Eigentlich hätte ein entsprechend ausgebildeter Bruder der beiden den Betrieb übernehmen sollen, doch er wurde während des Zweiten Weltkriegs zur Wehrmacht eingezogen und galt als vermisst, da die beiden Schwestern hofften, er würde doch noch zurückkehren, traten sie an seine Stelle um den Betrieb für ihn zu erhalten. 
Die Walzmühle wurde durch den am 25. Dezember 1999 in der ARD erstmals ausgestrahlten, 75-minütigen Dokumentarfilm von Rudolf Werner namens „Der Herrgott weiß, was mit uns geschieht – Die Schwestern von der Albmühle“ als „Albmühle“ bundesweit bekannt. Die Schwestern Marie und Klara Walz, die dort ohne fließend Wasser und ohne Strom als Selbstversorger lebten, betrieben die Mühle bis 2001 gemeinsam als Lohnsägerei. Im August 2001 verstarb die 85-jährige Marie Walz. Danach führte die neun Jahre jüngere Klara Walz das Geschäft noch bis 2009 alleine weiter, um das Erbe der Eltern zu erhalten. Seitdem ist das Anwesen nicht mehr bewohnt. Am 2. April 2015 starb im Alter von 90 Jahren auch Klara Walz. Die Todesanzeige im „Schwarzwälder Boten“ ist mit dem Spruch: „Der Herrgott weiß, was mit uns geschieht“ versehen. Die Erdbestattung fand in Stetten u. H. statt.
Direkt bei der Walzmühle befindet sich die 1862 errichtete Mühlen-Kapelle. In der unter Denkmalschutz stehenden Kapelle befindet sich ein Deckengemälde des Paters Tutilo Gröner vom Kloster Beuron. Es zeigt die 1963 von den Schwestern Walz zum Neubau der Kirche St. Silvester in Stetten unter Holstein gestiftete Pietà.
Seit Frühjahr 2012 wird über die Gründung eines Fördervereins zur Einrichtung eines Museums in der Mühle diskutiert.
Die Mühle befindet sich heute im Privatbesitz eines Steuerberaters aus Reutlingen. Die Kapelle ist für Besucher geöffnet. Es finden regelmäßig Mühlenführungen für interessierte Besucher statt.